# Фаизов, Фануз Фаизович
Фануз Фаизович Фаизов (22 июля 1935, Кигазытамаково, Башкирская АССР — 15 ноября 2009, Краснохолмский, Башкортостан, Россия) — бурильщик Краснохолмского управления буровых работ производственного объединения «Башнефть», Герой Социалистического Труда.

## Биография
Фануз Фаизович Фаизов родился 22 июля 1935 году в д. Кигазытамаково Мишкинского района БАССР. Образование — неполное среднее.
Трудовую деятельность начал в 1952 году трактористом в Караидельском леспромхозе Башкирской АССР, после окончания курсов бурильщиков в учебно-курсовом комбинате Бирского управления буровых работ (1953) трудился слесарем в Калтасинской конторе бурения треста «Башвостокнефтеразведка». В 1955—1957 гг. — электрослесарь шахты имени Свердлова треста «Свердловуголь», в 1958—1963 гг. — помощник бурильщика Калтасинской конторы бурения треста «Башвостокнефтеразведка», в 1969—1983 гг. — бурильщик Краснохолмского управления буровых работ производственного объединения «Башнефть».
Руководимая Ф. Ф. Фанзовым буровая вахта отличалась высокой трудовой активностью. В годы десятой пятилетки (1976—1980) вахта пробурила 35 577 метров горных пород при плане 27 400. Коммерческая скорость бурения составила 2 640 метров в месяц. Буровая бригада, руководимая Ф. Ф. Фанзовым, принимала активное участие в освоении новых буровых установок, в открытии ряда нефтяных месторождений Башкортостана.
За выдающиеся производственные успехи, достигнутые в досрочном выполнении заданий десятой пятилетки по добыче нефти, и проявленную при этом трудовую доблесть Указом Президиума Верховного Совета СССР от 6 февраля 1981 г. Ф. Ф. Фаизову присвоено звание Героя Социалистического Труда.
До ухода на пенсию в 1995 г. работал буровым мастером, бурильщиком Краснохолмского управления буровых работ производственного объединения «Башнефть».
Фаизов Фануз Фаизович скончался 15 ноября 2009 года.

## Награды
- Герой Социалистического Труда (1981)
- Награждён орденами Ленина (1974, 1981), «Знак Почёта» (1966), и множествами разных медалей